# Styvbarrig tall

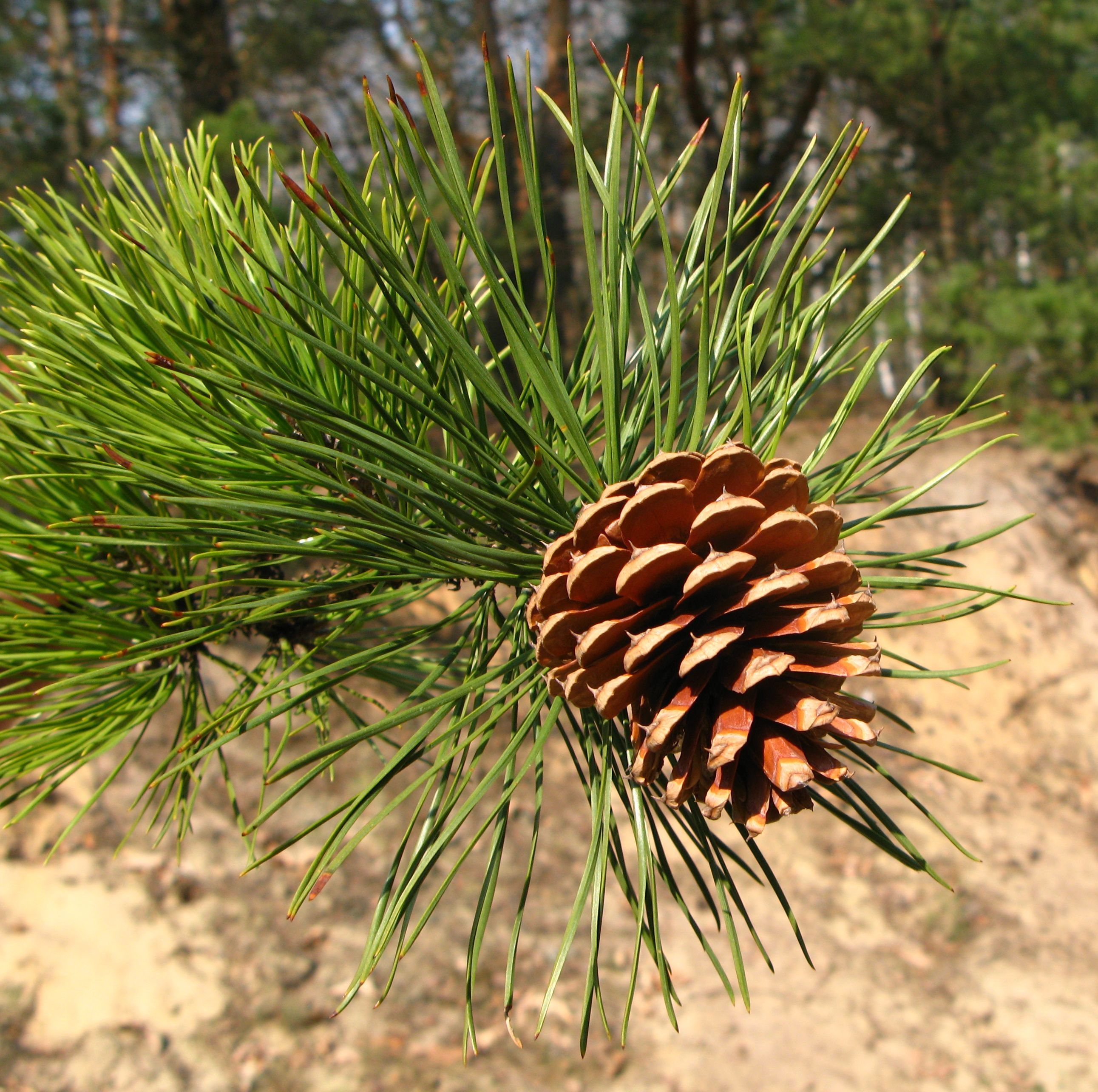
Barr och kotte

Styvbarrig tall eller pitch pine (Pinus rigida) är en liten till medelstor (6-30 m) tall, med ursprung i östra Nordamerika.
Den styvbarigga tallen återfinns framförallt i nordöstra USA, från Maine och Ohio till Kentucky och norra Georgia. Mindre bestånds finns i södra Québec och Ontario. Denna tallart återfinns inom flera olika biotoper.
Den styvbarriga tallen är inte ett betydande virkesträd, på grund av ofta förekommande snedhet och mångstammighet. Det är inte heller så snabbväxande som andra tallarter från östra Nordamerika. Tidigare var den en huvudkälla för beck och skeppsbyggnadsvirke, props och sliprar, eftersom virkets höga tjärhalt förhindrar förruttning. Idag används dess virke huvudsakligen för grova byggnadskonstruktioner, pappersmassa, spjällådor och brännved.